# Romanus Adolf Hedwig
Romanus (Romanes) Adolf Hedwig ( 1722 - 1806 ) fue un botánico, pteridólogo, micólogo, briólogo alemán, hijo del briólogo Johann Hedwig (1730-1799).

## Algunas publicaciones
- 1799. Sporarum catalogus amicis, fautoribus, patronis offert mutuaque officia pollicetur, et spondet
- johann Hedwig, romanus adolf Hedwig. 1799. Filicum genera et species recentiori methodo accommodatæ analytice descriptæ a J.H., iconibusque .... 18 pp.

### Libros
- 1797. Disquisitio ampullularum Lieberkühnii physico-microscopica: Sectio prima ... quam. Ed. Apud Johannem Ambrosium Barth. 29 pp.
- 1798. Tremella nostoch. Commentatio ... Ed. Ex Officina Bueschelia. 71 pp.
- 1802.  Observationum botanicarum fasciculus primus scripsit D. Romanus Adolph Hedwig ... ; cum tabulis XI pictis. Ed. Bibliopolio Schaeferiano. 20 pp. En línea. Reimpreso por BiblioLife, 2010, 52 pp. ISBN 1149937181
- ---------, charles-françois Brisseau de Mirbel. 1806. Genera plantarum secundum characteres differentiales ad Mirbelii editionem revisa et aucta edenda curavit. 378 pp. En línea

- La abreviatura «R.Hedw.» se emplea para indicar a Romanus Adolf Hedwig como autoridad en la descripción y clasificación científica de los vegetales.[1]